# Placa picotituladora
Una placa picotituladora (del inglés picotiter plate) es una placa plana con múltiples pocillos utilizados como  tubos de ensayo pequeños, con un volumen de unas decenas de picolitros. 

## Estructura y uso
Las placas picotituladores tienen forma cuadrada, con unas dimensiones aproximadas de 10 cm x 10 cm, aunque pueden ser menores. Los pocillos que conforman la placa tienen una estructura similar a la de un panal. Cada pocillo tiene forma hexagonal, con un tamaño de 44 micrómetros. En ellos se cargan los fragmentos de ADN, las enzimas y otros reactivos necesarios para el tipo de ensayo a realizar.
Estas placas son empleadas sobre todo para investigaciones en Genética, sobre secuenciación de ADN. Se trata de una versión en miniatura de las placas de microtitulación que son las herramientas estándar en la investigación analítica en microbiología y medicina.

## Desarrollo
Las placas picotituladoras cuyo nombre comercial registrado es PicoTiter Plate, se utilizan en los procedimientos de secuenciación del ADN que fueron explotados inicialmente por una empresa actualmente filial de Roche (454 Life Sciences) y ahora están comercialmente disponibles en el mercado formando parte de sistemas automatizados de secuenciación de ADN. La plataforma de la placa picotituladora permite el análisis de secuencias paralelas de hasta 1,7 millones de fragmentos de ADN separados, y por lo tanto es capaz de secuenciar genomas completos en un tiempo de un par de horas, tarea para la que, hace una década, eran necesarios períodos de meses o hasta años.
La primera publicación en la que se detalla el sistema completo se realizó el 15 de septiembre de 2005 en la revista Nature.